# أكروليمني (بيلا)

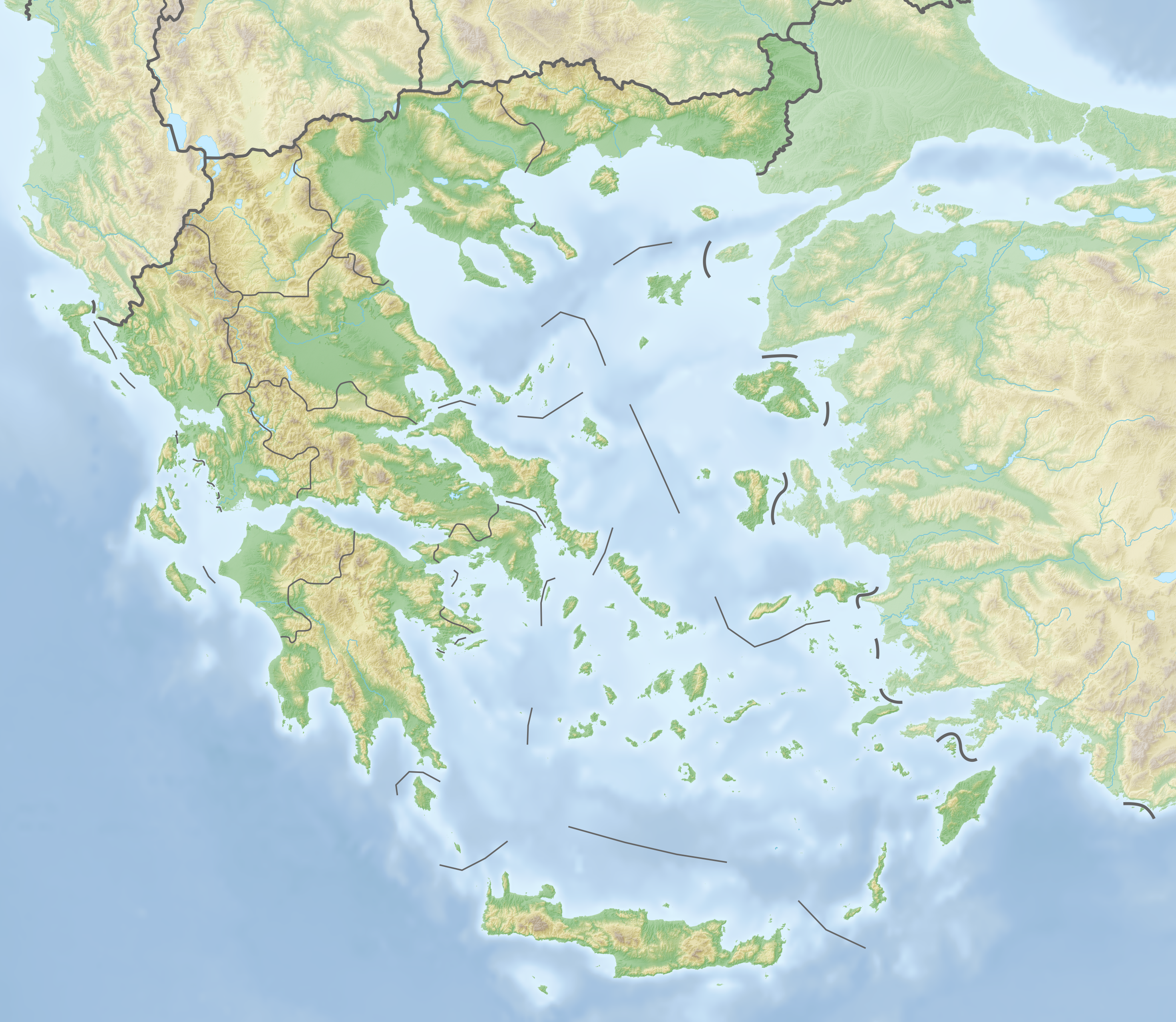

أكروليمني (Ακρολίμνη) هي مدينة في بيلا في مقاطعة فوريا إلادا في اليونان.
يبلغ عدد سكانها حوالي 1397   نسمة.